# Mělas to vědět
Mělas to vědět (v anglickém originále The Undoing) je americký šestidílný televizní seriál z roku 2020. Seriál, charakterizovaný jako psychologický thriller, vychází ze stejnojmenné knižní předlohy od Jean Hanff Korelitz. Scénář k seriálu napsal David E. Kelley a režírovala jej Susanne Bier. Hlavní role manželů Fraserových ztvárnili Nicole Kidman a Hugh Grant. 
Seriál se premiérově vysílal na HBO od 25. října do 29. listopadu 2020. Seriál měl být původně na HBO vysílán již v květnu 2020, kvůli pandemii covidu-19 byl ovšem posunut na listopad.

## O seriálu
Grace Fraser je úspěšná klinická psycholožka, žijící na Manhattanu se svým manželem, uznávaným dětským onkologem Jonathanem a se synem Henrym, který navštěvuje prestižní školu Reardon. Grace se jednoho dne při plánování večírku seznámí s tajemnou ženou Elenou. Elena je den po večírku nalezena mrtvá a manžel Grace se stává hlavním podezřelým.

## Obsazení
| Nicole Kidman        | Grace Fraser (český dabing: Lucie Benešová)       |
| Hugh Grant           | Jonathan Fraser (český dabing: Jan Šťastný)       |
| Noah Jupe            | Henry Fraser (český dabing: Mikuláš Převrátil)    |
| Lily Rabe            | Sylvia Steinetz (český dabing: Zuzana Říčařová)   |
| Matilda De Angelis   | Elena Alves (český dabing: Kristýna Skružná)      |
| Ismael Cruz Córdova  | Fernando Alves (český dabing: Jiří Krejčí)        |
| Edan Alexander       | Miguel Alves (český dabing: Šimon Fikar)          |
| Édgar Ramírez        | detektiv Joe Mendoza (český dabing: Filip Švarc)  |
| Donald Sutherland    | Franklin Reinhardt (český dabing: Petr Pospíchal) |
| Noma Dumezweni       | Haley Fitzgerald (český dabing: Vanda Hybnerová)  |
| Annaleigh Ashford    | Alexis Young                                      |
| Fala Chen            | Jolene McCall                                     |
| Tarik Davis          | Michael Hoffman                                   |
| Michael Devine       | detektiv Paul O'Rourke                            |
| Maria Dizzia         | Diane Porter                                      |
| Rosemary Harris      | Janet Fraser                                      |
| Vedette Lim          | Amanda Emory (český dabing: Berenika Kohoutová)   |
| Janel Moloney        | Sally Maybury                                     |
| Matt McGrath         | Joseph Hoffman                                    |
| Jeremy Shamos        | Robert Connaver                                   |
| Tracee Chimo Pallero | Rebecca Harkness                                  |
| Jason Kravits        | Dr. Stuart Rosenfeld                              |
| Sofie Gråbøl         | Catherine Stamper (český dabing: Petra Hobzová)   |
| Douglas Hodge        | Robert Adelman (český dabing: Igor Bareš)         |
| Adriane Lenox        | soudkyně Layla Scott                              |

## Seznam dílů
| Č. v seriálu | Č. v řadě | Původní název    | Režie        | Scénář          | Datum premiéry     |
| ------------ | --------- | ---------------- | ------------ | --------------- | ------------------ |
| 1            | 1         | The Undoing      | Susanne Bier | David E. Kelley | 25. října 2020     |
| 2            | 2         | The Missing      | Susanne Bier | David E. Kelley | 1. listopadu 2020  |
| 3            | 3         | Do No Harm       | Susanne Bier | David E. Kelley | 8. listopadu 2020  |
| 4            | 4         | See No Evil      | Susanne Bier | David E. Kelley | 15. listopadu 2020 |
| 5            | 5         | Trial by Fury    | Susanne Bier | David E. Kelley | 22. listopadu 2020 |
| 6            | 6         | The Bloody Truth | Susanne Bier | David E. Kelley | 29. listopadu 2020 |

## Ohlasy
Seriál získal u českých kritiků povětšinou nadprůměrná hodnocení: 
- Martin Mažári, TotalFilm, 29. října 2020, [2]
- Kristýna Čtvrtlíková, Informuji.cz, 10. listopadu 2020, [3]
- Monika Zavřelová, iDNES.cz, 13. listopadu 2020, [4]

Věra Míšková ve svém článku pro deník Právo chválila herecké výkony hlavních hrdinů a „důkladně promyšlený scénář“. Oproti tomu Táňa Zabloudilová z Aktuálně.cz seriál hodnotila spíše záporně a napsala: „Nic tu není vyloženě špatně, zároveň ale také nevidíme nic, co jsme už neviděli“. Marcel Kabát v recenzi pro Lidové noviny poukazuje na budovanou „o působivou atmosféru s důrazem, který občas přechází až v přepjatost“, nicméně chválí herce a režijní jistotu Susanne Bier, zejména ve scénách interakce rodiny.
Seriál slavil úspěch i u diváků. Sledovanost seriálu rostla s každým dalším dílem, poslední díl v premiéře sledovaly 3 miliony diváků (dvakrát více diváků oproti prvnímu dílu). V Česko-Slovenské filmové databázi se seriál těší nadprůměrnému hodnocení 79 % (stav k 8. prosinci 2020).

## Ocenění a nominace
| Rok  | Ocenění                                     | Kategorie                                                            | Nominovaní | Výsledek      |
| ---- | ------------------------------------------- | -------------------------------------------------------------------- | --- | ------------- |
| 2021 | Critics' Choice Television Awards           | Nejlepší minisérie                                                   | Mělas to vědět | nominace      |
| 2021 | Critics' Choice Television Awards           | Nejlepší herec v minisérii nebo TV filmu                             | Hugh Grant | nominace      |
| 2021 | Critics' Choice Television Awards           | Nejlepší herec v seriálu, minisérii nebo TV filmu                    | Donald Sutherland | vítězství     |
| 2021 | Directors Guild of America Awards           | Nejlepší režie minisérie nebo televizního filmu                      | Susane Bier | bude oznámeno |
| 2021 | Zlatý glóbus                                | Nejlepší minisérie nebo televizní film                               | Mělas to vědět | nominace      |
| 2021 | Zlatý glóbus                                | Nejlepší herec v minisérii nebo TV filmu                             | Hugh Grant | nominace      |
| 2021 | Zlatý glóbus                                | Nejlepší herečka v minisérii nebo TV filmu                           | Nicole Kidman | nominace      |
| 2021 | Zlatý glóbus                                | Nejlepší herec v seriálu, minisérii nebo TV filmu                    | Donald Sutherland | nominace      |
| 2021 | Producers Guild of America Awards           | Cena Davida L. Wolpera pro nejlepšího producenta minisérie           | Susanne Bier, David E. Kelley, Per Saari, Nicole Kidman, Bruna Papandrea, Stephen Garrett, Celia D. Costas a Deb Dyer | nominace      |
| 2021 | Satellite Awards                            | Nejlepší minisérie                                                   | Mělas to vědět | nominace      |
| 2021 | Satellite Awards                            | Nejlepší herec v minisérii nebo TV filmu                             | Hugh Grant | nominace      |
| 2021 | Satellite Awards                            | Nejlepší herečka v minisérii nebo TV filmu                           | Nicole Kidman | nominace      |
| 2021 | Satellite Awards                            | Nejlepší herec ve vedlejší roli v seriálu, minisérii nebo TV filmu   | Donald Sutherland | nominace      |
| 2021 | Satellite Awards                            | Nejlepší herečka ve vedlejší roli v seriálu, minisérii nebo TV filmu | Noma Dumezweni | nominace      |
| 2021 | Cena Sdružení filmových a televizních herců | Nejlepší herec v minisérii nebo TV filmu                             | Hugh Grant | nominace      |
| 2021 | Cena Sdružení filmových a televizních herců | Nejlepší herečka v minisérii nebo TV filmu                           | Nicole Kidman | nominace      |